# Niou
Ne doit pas être confondu avec le village de Natenga (auparavant nommé Niou) dans le département et la commune rurale de Niou, la province du Kourwéogo et la région du Plateau-Central.
Niou est un village du département et la commune rurale de Dalo, situé dans la province du Ziro et la région du Centre-Ouest au Burkina Faso.
En 2003, le village comptabilisait 1 133 habitants.
En 2006, il comptabilisait 1 168 habitants.